# Roger Julià Gil
Roger Julià Gil (Barcelona, 1978). És un actor, director i músic. L'any 2018, la seva companyia de teatre Rhum & Cia va rebre el premi ciutat de Barcelona en la categoría de circ pel seu espectacle Rhumans.

## Trajectòria
Neix a Barcelona el 1978. Es va formar a l'Institut del Teatre. És un dels fundadors i integrants de la companyia Rhum & Cia i Dei Furbi.
Amb Rhum & Cia ha creat espectacles com Rhüm, un homenatge pòstum a Juan Montanyès i Martínez, RHüMIA, Gran Reserva, Rhumans o El diablo cojuelo (2022) de Juan Mayorga.
Ha participat en obres com Malditas Plumas de Sol Picó, Qui ets? de Màrius Serra, o Improadway (2013); i a actuat en curtmetratges com: La Senda de Roger Comella.
Entre 2004 i 2009 va ser part de la direcció artística de Comediants. Ha dirigit també untatges com Un cau de mil secrets, de Piti Español i Joan Vives, Assaig sobre la Lucidesa de Saramago de la companyia La Danesa, al Teatre Lliure, El Tigre de Yuzupel Mercat de les Flors, i ha sigut codirector juntament amb Daniel Anglès dels musicals Hair (2010) i, més recentment, Golfus de Roma (2021), en coproducció amb el Festival Internacional de Teatre Clàssic de Mèrida i Focus.
Recentment, ha dirigit la gala de Catalunya Aixeca el Teló(2023) d'ADETCA i La noche de los muertos vivientes al Teatre Condal de Barcelona.
Al gener del 2024 participa com a actor a l'obra La Filla de l'Est, de Les Llibertaries, al Teatre Nacional de Catalunya.

## Premis
- 2014 - Premi Zirkólika 2014 al Millor Espectacle de Pallassos per Rhüm[42]
- 2016 - Gran Premi BBVA Zirkólika[43][8]
- 2018- Premi Ciutat de Barcelona en la categoría Circ[44][1]

- 2023 - Premi de la crítica en la categoria de Millor Musical per Golfus de Roma[45]